# 委內瑞拉海岸中部山脈

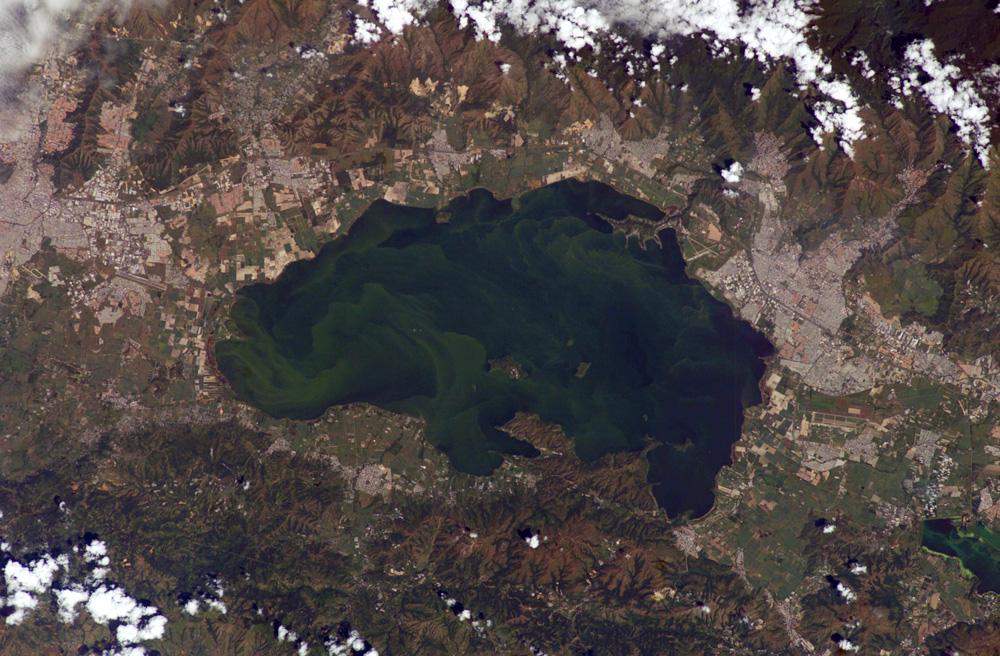

委內瑞拉海岸中部山脈（Cordillera de la Costa Central），是委內瑞拉的山脈，位於該國北部，屬於委內瑞拉海岸山脈的一部分，海拔高度介乎600至2,500米，該山脈由常綠植物覆蓋。